# Walshfunktion
Inom matematisk analys är Walshfunktioner en mängd av funktioner på enhetsintervallet [0;1] som endast har endera värdet -1 och 1 på delintervall definierade genom dyadiska bråkdelar. Walshfunktionerna bildar en ortogonal bas för kvadratiskt integrerbara funktioner över enhetsintervallet. Walshfunktionerna är användbara inom exempelvis elektronik.
Walshfunktionerna är delvis samma som Haarfunktionerna – båda utgör ett fullständigt ortogonalt system. En skillnad är dock att Haarfunktionerna utgör en waveletfamilj. En annan skillnad är att Walshfunktionerna alltid har absolutbelopp 1. 
Funktionen är av ordningen 2s där s är ett heltal. Detta betyder att det är 2s (tids-)intervall där funktionen växlar mellan -1 och 1.
```
2
s
 möjliga funktioner:
1  ----------
2  -----_____
3  ---____---
4  --__--__--
5  -___--___-
6  -___-_---_
```

Tabell över de sex första ortogonala funktionerna av Walshbasmängden.